# 石黒昇
石黒 昇（いしぐろ のぼる、1938年8月24日 - 2012年3月20日）は、東京都出身の日本のアニメ監督、演出家、アニメーター。アニメ制作会社アートランドの創業者であり、死去時には会社分割によって新設されたアニメーションスタジオ・アートランドの取締役会長であった。また、代々木アニメーション学院の講師も務めていた。

## 来歴
小学生時代、手塚治虫の『新宝島』に魅了されて漫画を描き始め、高校3年生の頃（1956年）に『宇宙の放浪児』（石黒昇流名義、新生漫画社刊）で貸本漫画家としてデビュー。若木書房の短編誌『迷路』などに「ダイヤモンド小僧の冒険」シリーズやSF作品を発表していた。その一方で、中学3年生の頃に見たミュージカル映画『錨を上げて』で映画の面白さに目覚め、高校時代は映画漬けの日々を送る。
1957年に日本大学芸術学部映画学科に入学。当時、遠藤政治、つげ義春、永島慎二らと親交を持ちながら漫画家として活動を続けていたが、その頃に起こった劇画ブームによって貸本漫画が衰退し始めたことや自身のスランプにより、漫画家への道を断念。漫画家生活に見切りをつけると、今度は仲間たちとハワイアンバンドを結成し、キャバレー回りを始めた。一方、アニメーターの上梨壱也（現・上梨一也）と知り合ったことで刺激を受け、大学では仲間たちと8mmフィルムで切り抜きアニメを自主制作する。また憧れの人物だった手塚治虫の虫プロダクションが大学近くにあり、出入りするようになった。結局、日本大学には7年間在籍し、1964年に卒業するとアニメーターへの道を進んだ。
フジテレビの子会社のアニメ制作会社テレビ動画（現・フジテレビ・エンタプライズ）に入社。自主制作アニメの経験のおかげもあってすぐに原画を任されるようになり、『がんばれ!マリンキッド』で初めて絵コンテを担当した。テレビ動画から大西プロへ移ると、スタジオがグロス請けした虫プロの『鉄腕アトム』の原画を担当する。その後、大西プロを離れ、仲間たちと1966年に動画技術研究所を、1969年にJAB（ジャパン・アート・ビューロー）を結成したが、どちらも解散。以後はフリーの演出家・絵コンテマンとして『ど根性ガエル』など多数の作品に関わる。
1974年から放送が開始されたテレビアニメ『宇宙戦艦ヤマト』でアニメーションディレクターを担当。アニメの実制作の経験がないまま監督になった漫画家の松本零士を補佐し、全話の演出を担当した。作品は映画化もされて大ヒットを記録し、SFアニメと日本アニメ史においてエポックメーキングな作品となった。
1978年9月、有限会社アートランドを設立。『ヤマト』の時に多忙で自宅に帰る時間がない時のため、アニメーター仲間とともに宿泊用のマンションを借りたのがきっかけだった。
1982年、テレビシリーズ『超時空要塞マクロス』のチーフディレクターを務める。『ヤマト』に続いて作品はアニメ史に残るヒットを記録した。本作ではスタジオぬえから石黒の元に話が持ち込まれて企画段階から参加し、アートランドを率いて若い才能の舵取り役を務めた。
1985年、『マクロス』の中心メンバーを主力に『メガゾーン23』を制作。OVAとしてはかなりのヒットを記録した。『マクロス』では作品は高い人気と評価を得たものの、版権を持たないアートランドはロイヤルティーによる収益については蚊帳の外であった。そこで、石黒自らがオリジナル企画として立ち上げたのがこの作品だった。石黒が原作・監督および小説版の執筆を担当し、アートランドが元請制作したため、かなりの収益が得られるはずだった。しかし、会社間の収益配分に問題があり、アートランドにはほとんど収入が入らなかった。2作続けてヒット作をつくりながら金銭的には苦境に立たされ、自社制作に失望を感じる。続編では制作の主体はAICに移り、アートランドはメカニック班を母体として設立された第2スタジオのメンバーの参加にとどまった。石黒はこの危機をきっかけに、経営に集中する必要性を感じた。まず50名を超えるまでに膨らんでいた人員の分離・独立を図った。板野一郎ら吉祥寺の第2スタジオのメンバーがD.A.S.Tとして、高田馬場の背景部がアトリエブーカとして独立することになった。
1988年、身軽になったアートランドにOVAシリーズ『銀河英雄伝説』の仕事が回ってきた。石黒はこの作品でシリーズ監督を務めた。作品はスペースオペラの定番的作品として大いに人気を博した。本伝全110話、外伝全52話、長篇3作、展開期間は12年にも及び、テレビシリーズではないOVAとしては破格の長期シリーズになった。またテレビアニメに比べて制作期間に余裕があるため、石黒がアニメ制作と経営とを両立することが可能になった上に、コンスタントに安定した仕事があることでアートランドの経営状況も改善していった。その間、それ以外のアニメの制作協力もしばしば行っていたが、アニメ業界がどんどんキャラクター重視の方向へと進むのが嫌になり、自らが監督をするケースは少なくなっていった。
この頃、アートランドは武蔵境に4階建てのビルを借りて大久保から移転したが、2000年2月に隣の新聞販売店からの貰い火で2階部分が全焼する被害に見舞われている。
2005年、テレビアニメ『蟲師』の制作をアートランドが請け負う。かなりの期間アニメに関心を持てなかった石黒にとって久々に情熱を掻き立てられた作品で、自身も絵コンテを1本描かせてもらう予定だったが、手違いでその話は流れてしまった。
2006年4月にアートランドはマーベラスエンターテインメントの子会社となり、7月からは株式会社に変更となった。石黒は社長のままだが、スタジオの運営を任せることで金銭面での心理的負担が減ったという。秋期にはTVシリーズ3本を同時に元請で制作するという設立以来のピークを迎えた。またマーベラス本社の意向で、10月から全従業員に社会保険を適用した。
2012年3月20日、神奈川県川崎市の病院で死去。73歳没。

## 人物・作風
1970年代よりテレビアニメの演出に携わったアニメ監督。主な作品に『宇宙戦艦ヤマト』、『超時空要塞マクロス』、『メガゾーン23』、『銀河英雄伝説』、『みかん絵日記』などがある。
監督・演出家としては自らのスタイルを前面に出さず、才能と意欲のある人材にはキャリアに関係なく重要なポジションを任せた。
アニメ演出家であると同時にアニメスタジオの経営者としての顔も持ち、アートランドでは代表取締役として、アニメ制作会社の経営、そして若手の才能育成にも大きな役割を果たした。
『超時空要塞マクロス』『メガゾーン23』で、美樹本晴彦、板野一郎、平野俊弘（現：平野俊貴）らを抜擢。すでにアニメーターとして実績のあった板野を除き、ほとんどがほぼアマチュアというメンバーを制作の中核に据えて若い感覚の作品を創り上げた。アートランドには結城信輝、垣野内成美、和田高明、今泉賢一、島田ひろかず、鈴木輪流郎なども所属した。またアルバイトとして、スタジオぬえの紹介で大阪芸術大学に在籍中だった山賀博之と庵野秀明も大学の休みを利用して参加した。彼らがアートランドに集結していた期間は3年ほどだったが、『マクロス』をきっかけにブレイクし、その多くが後にアニメ界を代表する存在になっていった。
石黒がアニメーションをやりたいと思ったのは、ディズニーの長編アニメ『眠れる森の美女』を見たのがきっかけだった。アニメーターとしてはエフェクトアニメーションを得意とし、日本のアニメ界にその技術を広く知らしめた。ディズニーには伝統的に「エフェクトアニメーション」というクレジットがあり、キャラクター以外の波、炎、煙、雷鳴などの自然現象の専門部署が作画している。実写作品の特撮やデジタル映像時代以降のVFX（視覚効果）と同じ位置づけにある役割で、丁寧に描けば作品の華ともなるものでもある。アルバイトで参加した『0戦はやと』の現場で政岡憲三から彼が戦前に作ったアニメーター教習用のテキストを借りた際、そこに書かれたエフェクトの解説を見てエフェクトアニメに強い興味を持ち、自身も手掛けるようになった。『宇宙戦艦ヤマト』では数々のエフェクトシーンを担当し、それが作品を特別なものにする一つの要因となった。無重力の宇宙空間の戦闘シーンで爆煙が四方に広がる通称「ヒトデ爆発」やワープシーンのフィルター合成を考案し、SF知識の少ない制作スタッフには作画例をコピーしてイメージを伝えた。そしてエフェクトアニメーターの系譜はその後、板野一郎や庵野秀明へと引き継がれていった。『マクロス』でアニメーターデビューした庵野秀明は自身を『石黒や板野一郎のリアリズム系エフェクトの流れをくむ「三代目」』と語っている。そしてその3人に金田伊功を加えたアニメーターが核となり、日本アニメにおけるエフェクトアニメーターを実写の特技監督や特撮監督のようなポジションに位置付けてアニメ業界を引っ張っていった。
音楽（特にクラシック音楽）に強く、アニメ業界では数少ない譜面の読める演出家だった。虫プロ制作のテレビアニメ『ワンサくん』で譜面に合わせて絵コンテを描いたミュージカルシーンが音楽経験を持つプロデューサーの西崎義展に気に入られ、ミュージカルシーン専属の演出になった。そして、同作のスタッフとともに西崎のプロデュースする『宇宙戦艦ヤマト』に参加することになった。『銀河英雄伝説』でも、同じく音楽に強いプロデューサーの田原正聖（現・正利）や音響監督の明田川進とともに宇宙戦艦の艦隊戦シーンのBGMにクラシック音楽を使用する演出を行った。
無類のSF好きだった。『宇宙戦艦ヤマト』には様々なSF関係者が多数参加しているが、最終的な画作りやビジュアル面における石黒のSF的発想力の影響力は特に大きかった。

## 参加作品

### テレビアニメ
1963年
- 鉄人28号 (テレビアニメ第1作)（動画）

1964年
- 0戦はやと（動画）

1965年
- 怪盗プライド（動画、原画）
- 鉄腕アトム (アニメ第1作)（原画）

1966年
- がんばれ!マリンキッド（原画、演出）

1967年
- 黄金バット（演出）

1968年
- 巨人の星（原画）
- 怪物くん（第1作）（演出）
- 佐武と市捕物控（演出）

1969年
- そばかすプッチー（脚本）
- ウメ星デンカ（演出）
- ピンチとパンチ（脚本）
- ムーミン（演出）

1970年
- いたずら天使チッポちゃん（脚本）
- あしたのジョー（演出、絵コンテ）

1971年
- アンデルセン物語（演出）
- 天才バカボン（絵コンテ）
- 国松さまのお通りだい（演出）

1972年
- 新ムーミン（演出）
- 赤胴鈴之助（絵コンテ）
- ど根性ガエル（絵コンテ）

1973年
- ジャングル黒べえ（絵コンテ）
- ワンサくん（演出、絵コンテ）
- 荒野の少年イサム（絵コンテ）
- ゼロテスター地球を守れ!!（絵コンテ）
- 空手バカ一代（絵コンテ）
- 侍ジャイアンツ（絵コンテ）

1974年
- 小さなバイキングビッケ（演出）
- 星の子チョビン（全話絵コンテ）
- たまげ太くん（演出、作画監督）
- 宇宙戦艦ヤマト パイロット版（絵コンテ）
- 宇宙戦艦ヤマト（アニメーションディレクター、全話演出、絵コンテ）

1975年
- まんが日本昔ばなし（演出）
- アラビアンナイト シンドバットの冒険（絵コンテ）
- UFOロボ グレンダイザー（絵コンテ）
- わんぱく大昔クムクム（絵コンテ）

1976年
- リトル・ルルとちっちゃい仲間（絵コンテ）
- まんが世界昔ばなし（演出）
- ろぼっ子ビートン（演出、絵コンテ）

1977年
- ヤッターマン（演出）
- 氷河戦士ガイスラッガー（チーフディレクター、演出）
- 風船少女テンプルちゃん（演出）
- ルパン三世 (TV第2シリーズ)（演出、絵コンテ）
- まんが日本絵巻（総監督）

1978年
- 宇宙戦艦ヤマト2（アニメーションディレクター、絵コンテ、全話演出）
- 銀河鉄道999（OP原画）
- キャプテン・フューチャー（絵コンテ）

1979年
- 宇宙戦艦ヤマト 新たなる旅立ち（テクニカルディレクター）

1980年
- がんばれゴンベ（絵コンテ）
- 鉄腕アトム (アニメ第2作)（監督、脚本、絵コンテ）

1981年
- 忍者ハットリくん（脚本、絵コンテ）

1982年
- 科学救助隊テクノボイジャー（監修、脚本）
- 超時空要塞マクロス（チーフディレクター、脚本、演出、絵コンテ、声優）
- ときめきトゥナイト（絵コンテ）

1983年
- 超時空世紀オーガス（チーフディレクター、演出、絵コンテ）
- タイムスリップ10000年 プライム・ローズ（絵コンテ）

1984年
- ふしぎなコアラブリンキー（演出、絵コンテ）

1986年
- 青春アニメ全集（演出、絵コンテ）

1988年
- トッポ・ジージョ（監督、脚本、絵コンテ）
- 夢見るトッポ・ジージョ（監督、絵コンテ）

1992年
- トトイ（監修）

1996年
- バケツでごはん（絵コンテ）

2005年
- 蟲師 (第1期)（制作管理）

2006年
- 僕等がいた（制作管理）
- 家庭教師ヒットマンREBORN!（監修）

2014年
- 蟲師 特別篇 日蝕む翳（監修）
- 蟲師 続章（監修）

### 劇場アニメ
1977年
- 宇宙戦艦ヤマト 劇場版 （アニメーションディレクター）

1978年
- さらば宇宙戦艦ヤマト 愛の戦士たち（テクニカルディレクター）

1980年
- 火の鳥2772 愛のコスモゾーン（アニメーションディレクター）

1984年
- 超時空要塞マクロス 愛・おぼえていますか（監督）
- 八岐之大蛇の逆襲（機材協力）

1988年
- 銀河英雄伝説 わが征くは星の大海（監督）

1990年
- ヘヴィ（監督、絵コンテ）

1993年
- 第2回欽ちゃんのシネマジャック「邦ちゃんの一家ランラン」（監督）

2008年
- パッテンライ!! 〜南の島の水ものがたり〜（監督、絵コンテ）

2015年
- 蟲師 -特別篇- 鈴の雫（監修）

### OVA
1985年
- メガゾーン23（原作、監督、メカニックデザイン）

1986年
- メガゾーン23 PARTII 秘密く・だ・さ・い（原作、総監修）

1988年
- 銀河英雄伝説 (第1期)（総監督、演出、絵コンテ）

1989年
- 爆走サーキット・ロマン TWIN（総監督、絵コンテ）
- 星猫フルハウス（原作、監督、脚本、OP・EDテーマ曲作詞）
- 青春夫婦物語 恋子の毎日（監督、絵コンテ）
- MEGAZONE23 III イヴの目覚め（原案 ）
- MEGAZONE23 III 解放の日（原案 ）
- 超人ロック ロードレオン（監督）
- 青き炎（監督、絵コンテ）

1991年
- 少年アシベ（監督）
- 銀河英雄伝説 (第2期)（総監督、絵コンテ）
- BUBBLEGUM CRASH!（監修）
- 迷走王ボーダー 社会復帰編（監督、絵コンテ）

1992年
- ハード&ルーズ 〜私立探偵・土岐正造トラブル・ノート〜（監督、脚本、絵コンテ）

1994年
- 銀河英雄伝説 (第3期)（総監督、絵コンテ）

1996年
- 銀河英雄伝説 (第4期)（総監督、絵コンテ）

1998年
- 銀河英雄伝説外伝 (第1期)（総監督、演出、絵コンテ）

1999年
- 銀河英雄伝説外伝 (第2期)（総監督、絵コンテ）

2001年
- 倒凶十将伝 封魔五行伝承（監督、演出、絵コンテ）

## 著書
- 石黒昇、小原乃梨子『テレビ・アニメ最前線 私説・アニメ17年史』大和書房、1980年。
- 『ぽんこつ兄弟』 - 「石黒のぼる」名義。『ひまわりブック』59掲載[28]、若木書房。
- 『ダイヤモンド小僧の冒険』 - 若木書房[29]。

## 出演
- インターネットラジオ『ハラショー』 - 「談話室オヤカタ アーカイブ」第180回・第181回（2008年）